# ヴァリアント級原子力潜水艦
| ヴァリアント級原子力潜水艦                                                                          | ヴァリアント級原子力潜水艦 |
| --------------------------------------------------------------------------------------------------- | --- |
| アメリカ、フロリダ州ポート・カナヴェラルに係留中のヴァリアント (Valiant、S102)。1994年4月16日撮影。 | |
| 艦級概観                                                                                            | |
| 艦種                                                                                                | 攻撃型原子力潜水艦 |
| 計画                                                                                                | 1960-2計画 |
| 艦名                                                                                                | |
| 前級                                                                                                | ドレッドノート |
| 次級                                                                                                | チャーチル級原子力潜水艦 |
| 性能諸元                                                                                            | |
| 排水量                                                                                              | 水中：4,900t、水上：4,200 t |
| 全長                                                                                                | 87 m |
| 全幅                                                                                                | 10.1 m |
| 吃水                                                                                                | 8.2 m |
| 機関                                                                                                | ロールス・ロイスPWR1型加圧水型原子炉 1基 イングリッシュ・エレクトリック ギアード蒸気タービン 1基 パックスマン ディーゼル・エレクトリック機関 (補機) 1軸 (15,000 shp (11 MW) |
| 予備浮力                                                                                            | 11.6% |
| 潜行深度                                                                                            | |
| 最大速力                                                                                            | 水中 28kt、水上 20 kt |
| 航続距離                                                                                            | |
| 乗員                                                                                                | 116名 (士官13名、下士官兵103名) |
| 探索装置                                                                                            | 2001型ソナー (探信/受聴) 2007型ソナー (受聴) 197型ソナー (音響要撃受信機) 1003型レーダー UAL (ESM) TCSS 9/TDHS (DCA)                                                        |
| 兵装                                                                                                | 533 mm (21 in) 魚雷発射管 6門 (魚雷 26基、後にハープーンの運用能力追加) |

ヴァリアント級原子力潜水艦 (Valiant class submarine) は、イギリス海軍の攻撃型原子力潜水艦。イギリス初の原子力潜水艦であったドレッドノートはアメリカ製の原子炉を搭載したが、ヴァリアント級では初めてイギリス国産原子炉が搭載されており、純イギリス産の原子力潜水艦としては初の艦級である。1962年から1963年にかけて就役し、1990年代に退役した。

## 建造まで
当初、本級はインフレキシブル級 (Inflexible class) と命名される予定であったが、同艦の進水後に起工されたレゾリューション級4隻の建造計画の完遂を優先する処置をとるために、建造スケジュールが変更され、艦級名および1番艦の艦名も現行のヴァリアントに改められた。また、それに伴って、当初1965年9月に就役が予定されていたが2番艦ウォースパイト (Warspite, S103) の就役も1967年まで遅延した。

## 概要
ヴァリアント級は先行するドレッドノートを基本に設計されているが、船体が6 m 長く、水中排水量は900 t 多い。この排水量の増加は国産原子炉PWR1の搭載と制振ラフトの採用によるものである。本級における制振ラフトの採用は、イギリスの原子力潜水艦としては初であり、航走雑音は大幅に減少した。ただし、これは主機のタービンと減速装置のみを載せるものであり、巡航時のみ使用可能で、高速力発揮時には固定される。こうした動力機関に関する点を除けば、ほとんどの点においてヴァリアント級とドレッドノートは同一であり、ドレッドノートの実用量産型と言うことが出来る。
ヴァリアント級は、冷戦期のイギリス海軍において際立って重要な任務であった対潜水艦戦を、第1の任務としていた。1967年、1番艦ヴァリアント (HMS Valiant, S102)は、シンガポールからイギリスまで、28日間にわたり、1万9312 kmを潜入したまま航海するという、イギリス海軍における記録を樹立した。就役期間中に、ヴァリアント級の2隻の潜水艦は多くの改修を受けたが、そのなかにはハープーン対艦ミサイルの運用能力の付与も含まれている。また、1982年のフォークランド紛争においては、他の原子力潜水艦とともに作戦行動に従事した。
ヴァリアント級はイギリス海軍に長きにわたって在籍したが、ウォースパイトは1987年から開始された改修工事の過程で、原子炉の冷却管系に亀裂が発見されたため、改修を終えることなく1991年に解役された。これにともない、同一の設計の主機を採用するヴァリアントおよび準同型艦チャーチル級の全艦について、艦齢に達するのを待つことなく、順次、早期解役されることが決定した。

ヴァリアント級は準同型のチャーチル級とともに優れた運用成績を挙げ、また、イギリス初の弾道ミサイル原子力潜水艦レゾリューション級原子力潜水艦の雛形となっただけでなく、以後に続くイギリスの原子力潜水艦の基本的な設計を確立した。

## 同型艦一覧
| 艦籍番号 | 艦名                      | 起工            | 進水           | 就役           | 解役   | 現況                     | 注記                                           |
| -------- | ------------------------- | --------------- | -------------- | -------------- | ------ | ------------------------ | ---------------------------------------------- |
| S102     | ヴァリアント (Valiant)    | 1962年 1月22日  | 1963年 12月3日 | 1966年 7月18日 | 1994年 | デヴォンポートにて保管中 | 1986年から1987年にかけて改修。                 |
| S103     | ウォースパイト (Warspite) | 1963年 12月10日 | 1965年 9月25日 | 1967年 4月18日 | 1991年 | デヴォンポートにて保管中 | 1987年、改修工事入りするが、完了を待たず解役。 |